# اویلر ۲۰۰۲

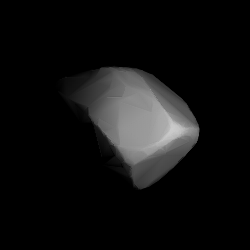
مدل سه‌بُعدی سیارک اویلر ۲۰۰۲ طبق منحنی نور آن

سیارک ۲۰۰۲ (به انگلیسی: 2002 Euler، نامگذاری:1973QQ1) دو هزار و دومین سیارک کشف شده‌است که در ۲۹ اوت ۱۹۷۳ کشف شد.
قدر مطلق سیارک برابر ۱۲٫۱۰ است.